# Општина Жомбољ
Жомбољ (рум. Jimbolia) је градска општина у округу Тимиш у западној Румунији. Седиште општине је градско насеље Жомбољ, које је и једино насеље у општини. Oпштина се налази на надморској висини од 78 м.

## Становништво
Према попису становништва из 2011. године у општини је живело 10.808 становника. Већинско становништво су били Румуни којих је било 72,7%, затим следе Мађари са 10,8%, Роми са 5,5%, Немци са 2,9% и Срби са 0,3% становништва.
| Етнички састав према попису из 2011. године‍ | Етнички састав према попису из 2011. године‍ | Етнички састав према попису из 2011. године‍ | Етнички састав према попису из 2011. године‍ | Етнички састав према попису из 2011. године‍ |
| ------------------------------------------- | ------------------------------------------- | ------------------------------------------- | ------------------------------------------- | ------------------------------------------- |
|                                             |                                             |                                             |                                             |                                             |
| Румуни                                      | Румуни                                      |                                             | 7.856                                       | 72,7%                                       |
| Мађари                                      | Мађари                                      |                                             | 1.169                                       | 10,8%                                       |
| Роми                                        | Роми                                        |                                             | 596                                         | 5,5%                                        |
| Немци                                       | Немци                                       |                                             | 310                                         | 2,9%                                        |
| Срби                                        | Срби                                        |                                             | 31                                          | 0,3%                                        |
| непознато                                   | непознато                                   |                                             | 788                                         | 7,3%                                        |

| Година       | 1995  | 1996  | 1997  | 1998  | 1999  | 2000  | 2001  | 2002  | 2003  | 2004  | 2005  | 2006  | 2007  | 2008  | 2009  | 2010  | 2011  | 2012  | 2013  | 2014  | 2015  | 2016  | 2017  |
| ------------ | ----- | ----- | ----- | ----- | ----- | ----- | ----- | ----- | ----- | ----- | ----- | ----- | ----- | ----- | ----- | ----- | ----- | ----- | ----- | ----- | ----- | ----- | ----- |
| Становништво | 13315 | 13236 | 13234 | 13215 | 13262 | 13336 | 13430 | 13461 | 13467 | 13512 | 13572 | 13653 | 13697 | 13751 | 13800 | 13869 | 13832 | 13764 | 13754 | 13696 | 13609 | 13550 | 13458 |